# Kenneth Larsen
Kenneth Larsen (født 19. marts 1988) er en dansk fodboldspiller, der senest spillede for FC Fyn. Han kan spille både offensiv midt og i angrebet. 

## Karriere

### Middelfart G&BK
Larsen har sin fodboldopdragelse i Fjordager IF, og efter han blev topscorer i Danmarksserien for dem skiftede han til Middelfart Gymnastik & Boldklub. Der blev han topscorer for dem i hver sæson i halvandet år. Middelfart G&BK rykkede ned fra 2. division pga. pointtab af en administrativ fejl da man havde benyttet spilleren Ole Dau uden at have hans spillertilladsen i orden.

### FC Fyn
Som konsekvens af nedrykningen i Middelbart G&BK skiftede Larsen i sommeren 2011 til FC Fyn på en 2. årig kontrakt. Han blev sammen med resten af FC Fyns spillertrup fritstillet da klubben indstillede sine aktiviteter den 31. januar 2013 på grund af økonomiske problemer.

## Ekstene henvisninger
- Profilen af Kenneth Larsen Transfermarkt.dk